# Taeniodera inermis
Taeniodera inermis är en skalbaggsart som beskrevs av Jan Krikken 1982. Taeniodera inermis ingår i släktet Taeniodera och familjen Cetoniidae. Inga underarter finns listade i Catalogue of Life.